# Nauendorf (Apolda)
Nauendorf is een  dorp in de Duitse gemeente Apolda in het landkreis Weimarer Land in Thüringen. Het dorp wordt voor het eerst genoemd in een oorkonde uit 1124. Nauendorf werd al in 1922 toegevoegd aan de gemeente Apolda.